# Lexx
A Lexx egy 1997 és 2002 között bemutatott kanadai-német-amerikai-brit sci-fi/fantasy televíziós sorozat, mely egy kis csapat kalandjait követi nyomon akik a Lexx nevű űrhajó fedélzetén kóborolnak a világűrben. A Lexx egy élő űrhajó, mely egy hatalmas, szárnyatlan szitakötőre hasonlít és „a két világegyetem leghatalmasabb pusztítófegyvere”.
A sorozat kanadai-német koprodukcióban készült az angol Five nevű tévécsatorna támogatásával. Az Amerikai Egyesült Államokban a Sci Fi Channel sugározta a sorozatot, Magyarországon az AXN Sci-Fi-on látható.
A forgatások nagy része Halifaxban és Berlinben folyt, de a forgatási helyszínek között szerepel még Izland, Bangkok és Namíbia is.

## Cselekmény
|  | Alább a cselekmény részletei következnek! |

A brunnen-G nevű nép hosszú háború során legyőzte a rovarcivilzációt, de „ő Árnyéka” egy támadás során elpusztítja egész bolygójukat. Egy kis csoport brunnen-g űrvadászokkal támadja, de mindegyikük elpusztul, kivéve Kait. Ő Árnyéka egy tőrrel megöli ugyan Kait, de dacolva az Idő Prófétájának jóslatával, miszerint Kai, az utolsó brunnen-g fogja elpusztítani az „Isteni Árnyék” rendjét, élőhalottá változtatja Kait egy különleges anyag, a protovér segítségével. Kai ezután önálló akarat nélkül, bérgyilkosként szolgálta ő Árnyékságát.
2008 évvel később a Főhalmazban nevű kolónián Stanley H. Tweedlet, 4-es osztályú biztonsági őrt vétségei miatt halálra ítélik, ezért menekülni kényszerül. A Főhalmazban a kivégzettek szerveivel ő Árnyéksága új pusztítófegyverét, egy élő űrhajót, a Lexxet táplálják. Zev Bellringert, egy kövér nő, büntetésből amiért nem akarta teljesíteni hitvesi kötelességeit, szexrabszolgává akarják változtatni. Az átalakítás során azonban egy gyíkszerű lény kerül a gépbe aminek ereje átszáll Zevbe. Zev az átalakulás során új testet kapott és új erejét felhasználva kiszabadul, mielőtt a tudatmódosítás befejeződne. Zev a gépbe a 790-es nevű robotfejet teszi, aminek hatására a robot kapja meg a szexrabszolga-személyiséget, és ennek hatására halálosan szerelmes lesz Zevbe.
A menekülés során Stanley és Zev találkoznak egy lázadóval aki megszerezte a Lexx kulcsát, amivel elmenekülhetnek a hajóval. Ő Árnyéka Kait küldi a lázadók után, hogy ölje meg őket. Kai megöli a lázadót, aki átadja a Lexx kulcsát Stanleynak. Mikor Kai éppen meg akarná őlni Zevet és Stanleyt, a Lexxen feltűnik ő Árnyéka is. Kai visszanyeri emlékezetét és látszólag végez ő Árnyékával. Ezután Kai, Stanley, Zev és 790 elhagyja a Fény Univerzumát és a Sötét Zónába menekül.

## A Lexx
A Lexx, a két világegyetem leghatalmasabb pusztítófegyvere, egy biológiailag megtervezett, Manhattan-nagyságú élő űrhajó, mely megjelenésében egy szárnyatlan szitakötőre emlékeztet. A Lexx a Főhalmazban nevelkedett, ő Isteni Árnyéka központjában, ahol a kivégzett elítéltek szerveivel táplálták.
A Lexx hangutasításokra engedelmeskedik, de csak annak, aki birtokában van a kulcsnak. Képes beszélni, vannak érzései és bizonyos fokú intelligenciával is rendelkezik. Hogy életben maradjon, a Lexxnek időről időre táplálkoznia kell, ezt általában bolygók felszínén teszi meg, de idegen űrhajókat is képes elnyelni.
A Lexx fedélzetén több, szintén biológiailag megtervezett, rövid hatótávú, szintén rovarszerű repülő jármű van, amiket „röppenőknek” hívnak. A röppenők kétszemélyesre tervezett gépek, szárnyak és sugárhajtás segítségével egyaránt képesek repülni.
Ő Isteni Árnyéka elsődlegesen azért építette a Lexxet, hogy biztosítsa hatalmát a Fény Univerzumában. Ennek megfelelően a Lexx leghatalmasabb fegyvere az Okuláris Parabola. Az Okuláris Parabola a szitakötő-szerű hajó „szemei” melyen számtalan korong alakú siló található. Tüzeléskor a silók kinyílnak és milliónyi narancssárgán fénylő részecskét bocsátanak ki magukból. A részecskéket a Lexx a „szájánál” gyűjti össze és egy vékony hullámban lövi a célpontra. Az utolsó évadban Lexx képes volt változtatni a fegyver erejét is. Hatalmas erejével ellentétben a Lexx külső váza igen sérülékeny és belső védelmi rendszere is csak minimális.

## Szereplők

### Stanley H. Tweedle
Egy eredetileg „tartalékos futárhelyettes segéd” besorolású Ostral B lázadó, aki elfogása (és ezzel 94 lázadó bolygó adatainak felfedése) után „4-ed osztályú biztonsági őr”-ként teljesített szolgálatot a főhalmazon. Szerencséjére épp jókor unta meg életét és vált körözött szökevénnyé, mert így bekapcsolódhatott az események láncolatába, és lehetett belőle véletlenül a két világegyetem legpusztítóbb fegyverének számító hajó kapitánya.
- Szereti javítani megítélését azzal a történelmi pontosítással, hogy csupán 94, és nem több száz bolygó elpusztítása kötődik a nevéhez.

- Mikor a 3. évad során megmérettetett, a Herceg döntése szerint a pokolra került (volna).

## Külső hivatkozások
- Hivatalos oldal
- Lexx a PORT.hu-n (magyarul)
- Lexx az Internet Movie Database-ben (angolul)
- Lexx a Rotten Tomatoeson (angolul)
- Lexx a Box Office Mojón (angolul)